# Arrothia
Arrothia là một chi bướm đêm thuộc họ Noctuidae.

## Các loài
- Arrothia bicolor Rothschild, 1896
- Arrothia gueneianum Viette, 1954